# 兵庫ゴールドカップ
兵庫ゴールドカップ（ひょうごゴールドカップ）は、兵庫県競馬組合が園田競馬場ダート1230メートルで施行する地方競馬の重賞競走。

## 概要
2017年に創設されたサラブレッド系3歳以上による重賞競走。2011年に園田フレンドリーカップが園田FCスプリントに改称の上距離が820mに短縮されて以来行われていなかった1230mでの重賞競走が7年ぶりに復活する形となった。なお、2024年現在も園田1230メートルで行われる唯一の重賞競走である。
創設当初は兵庫県所属馬限定で重賞IIであったが、2020年に地方全国交流競走となり、重賞Iに変更されている。

### 条件・賞金(2024年)
条件 
サラブレッド系3歳以上、地方全国交流（他地区所属馬の出走枠5頭）
負担重量
定量、3歳55kg、4歳以上56kg、牝馬2kg減
賞金額
1着900万円、2着315万円、3着180万円、4着135万円、5着90万円。

## 歴代優勝馬
| 回数  | 施行日         | 優勝馬             | 性齢 | 所属 | 馬場 | タイム | 優勝騎手 | 管理調教師 | 馬主             | 1着賞金 |
| ----- | -------------- | ------------------ | ---- | ---- | ---- | ------ | -------- | ---------- | ---------------- | ------- |
| 第1回 | 2017年11月1日  | バズーカ           | 牡5  | 園田 | 良   | 1:17.2 | 田中学   | 田中範雄   | 杉山忠国         | 350万円 |
| 第2回 | 2018年10月26日 | ナチュラリー       | 牡4  | 園田 | 良   | 1:17.9 | 笹田知宏 | 新子雅司   | 渡部賢治         | 350万円 |
| 第3回 | 2019年10月25日 | ナチュラリー       | 牡5  | 園田 | 不良 | 1:15.5 | 笹田知宏 | 新子雅司   | 渡部賢治         | 500万円 |
| 第4回 | 2020年10月9日  | エイシンエンジョイ | 牡5  | 西脇 | 不良 | 1:16.3 | 吉原寛人 | 橋本忠明   | 平井克彦         | 800万円 |
| 第5回 | 2021年10月15日 | コパノフィーリング | 牝4  | 船橋 | 良   | 1:17.6 | 森泰斗   | 新井清重   | 小林祥晃         | 800万円 |
| 第6回 | 2022年10月20日 | コパノフィーリング | 牝5  | 船橋 | 良   | 1:16.9 | 吉村智洋 | 新井清重   | 小林祥晃         | 800万円 |
| 第7回 | 2023年10月20日 | ダノンジャスティス | 騸7  | 高知 | 稍   | 1:18.6 | 上田将司 | 別府真司   | 組）志士十二組合 | 900万円 |
| 第8回 | 2024年10月18日 | エコロクラージュ   | 牡5  | 園田 | 良   | 1:18.2 | 小牧太   | 保利良平   | 原村正紀         | 900万円 |

### 各回競走結果の出典
- 兵庫ゴールドカップ 歴代優勝馬 - 地方競馬全国協会
- JBISサーチ
  - 2017年、2018年、2019年、2020年、2021年、2022年、2023年、2024年